# Sam Lafferty
Sam Lafferty (* 6. März 1995 in Hollidaysburg, Pennsylvania) ist ein US-amerikanischer Eishockeyspieler, der seit Juli 2024 bei den Buffalo Sabres aus der National Hockey League (NHL) unter Vertrag steht und dort auf der Position des Centers spielt. Zuvor war Lafferty bereits für die Pittsburgh Penguins, die Chicago Blackhawks, die Toronto Maple Leafs sowie die Vancouver Canucks in der NHL aktiv.

## Karriere
Lafferty spielte während seiner High-School-Zeit zunächst bis zum Sommer 2011 in seiner Geburtsstadt Hollidaysburg an der dortigen Hollidaysburg Area High School Eishockey, ehe er an die Deerfield Academy wechselte, wo er weitere drei Jahre seiner schulischen Ausbildung nachging. Im Sommer 2014 wurde der Stürmer im NHL Entry Draft 2014 in der vierten Runde an 113. Stelle von den Pittsburgh Penguins aus der National Hockey League (NHL) ausgewählt. Bereits seit seinem sechsten Lebensjahr hatte Lafferty das Franchise aus seinem Heimatstaat favorisiert. Zunächst zog es ihn aber für die folgenden vier Jahre an die Brown University, wo der Offensivspieler vier Jahre verbrachte und neben seinem Studium für das hiesige Universitätsteam in der ECAC Hockey spielte. Während dieser Zeit wurde Lafferty in zahlreiche Auswahlteams berufen, ehe er zum Ende der Saison 2017/18 sein Profidebüt im Trikot der Wilkes-Barre/Scranton Penguins, dem Farmteam der Pittsburgh Penguins, in der American Hockey League (AHL) feierte.
Mit Beginn des Spieljahres 2018/19 war der US-Amerikaner Stammspieler in Wilkes-Barre/Scranton und absolvierte 70 Saisonspiele. Dabei gelangen ihm 49 Scorerpunkte, sodass er zur folgenden Spielzeit den Sprung in den NHL-Kader Pittsburghs schaffte. Lafferty bestritt als Rookie 50 Partien in der regulären Saison sowie eine weitere in den Playoffs. Vor dem Hintergrund der COVID-19-Pandemie kam er in der folgenden Saison zu 34 weiteren Spielen. Nachdem er in der Saison 2021/22 bis Anfang Januar 2022 lediglich zehn Spiele für Pittsburgh bestritten hatte, wurde er im Tausch für Alexander Nylander an die Chicago Blackhawks abgegeben. Bei den Blackhawks kam Lafferty in der Folge regelmäßig zu Einsatzzeiten und absolvierte saisonübergreifend bis Ende Februar 2023 insgesamt 97 Spiele für Chicago. In seiner neuen Rolle sammelte er dabei 32 Punkte. Ein abermaliges Transfergeschäft sorgte dafür, dass er die Saison 2022/23 bei den Toronto Maple Leafs beendete. Dorthin war er gemeinsam mit Jake McCabe und zwei konditionalen Fünftrunden-Wahlrechten in den NHL Entry Drafts 2024 und 2025 gewechselt, während Chicago die Spieler Joey Anderson und Pawel Gogolew sowie ein konditionales Erstrunden-Wahlrecht im NHL Entry Draft 2025 und ein Zweitrunden-Wahlrecht im NHL Entry Draft 2026 erhielt. Das Erstrunden-Wahlrecht soll sich dabei automatisch um ein Jahr nach hinten verschieben, sofern es sich unter den ersten zehn Positionen befindet. Zudem übernahmen die Blackhawks weiterhin die Hälfte des Gehalts von McCabe. Für Toronto kam Lafferty im restlichen Saisonverlauf zu 28 Spielen, davon neun in den Playoffs, bevor er im Oktober 2023 durch eine abermalige Transfervereinbarung zu den Vancouver Canucks wechselte. Toronto erhielt als Kompensation ein Fünftrunden-Wahlrecht im NHL Entry Draft 2024.
In Vancouver spielte Lafferty die Spielzeit 2023/24 und wurde anschließend im Juni 2024 samt Ilja Michejew sowie einem Zweitrunden-Wahlrecht im NHL Entry Draft 2027 zurück zu den Chicago Blackhawks transferiert. Im Gegenzug sandte Chicago ein Viertrunden-Wahlrecht für den gleichen Draft nach Vancouver. Von dort wechselte er allerdings bereits wenige Tage später als Free Agent zu den Buffalo Sabres.

### International
Für sein Heimatland nahm Lafferty an der Weltmeisterschaft 2022 in den finnischen Städten Tampere und Helsinki teil. Dort belegte der Stürmer mit der US-amerikanischen Mannschaft den vierten Rang. In zehn Turnierspielen steuerte er dabei drei Scorerpunkte bei. Sein einziges Tor erzielte Lafferty in der ersten Vorrundenpartie gegen das lettische Team.

## Erfolge und Auszeichnungen
- 2017 ECAC Third All-Star Team
- 2017 All-Ivy League Second Team
- 2018 All-Ivy League Second Team

## Karrierestatistik
Stand: Ende der Saison 2024/25

### International
Vertrat die USA bei:
- Weltmeisterschaft 2022

(Legende zur Spielerstatistik: Sp oder GP = absolvierte Spiele; T oder G = erzielte Tore; V oder A = erzielte Assists; Pkt oder Pts = erzielte Scorerpunkte; SM oder PIM = erhaltene Strafminuten; +/− = Plus/Minus-Bilanz; PP = erzielte Überzahltore; SH = erzielte Unterzahltore; GW = erzielte Siegtore; 1 Play-downs/Relegation; Kursiv: Statistik nicht vollständig)